# Censimento del Regno Unito del 1881

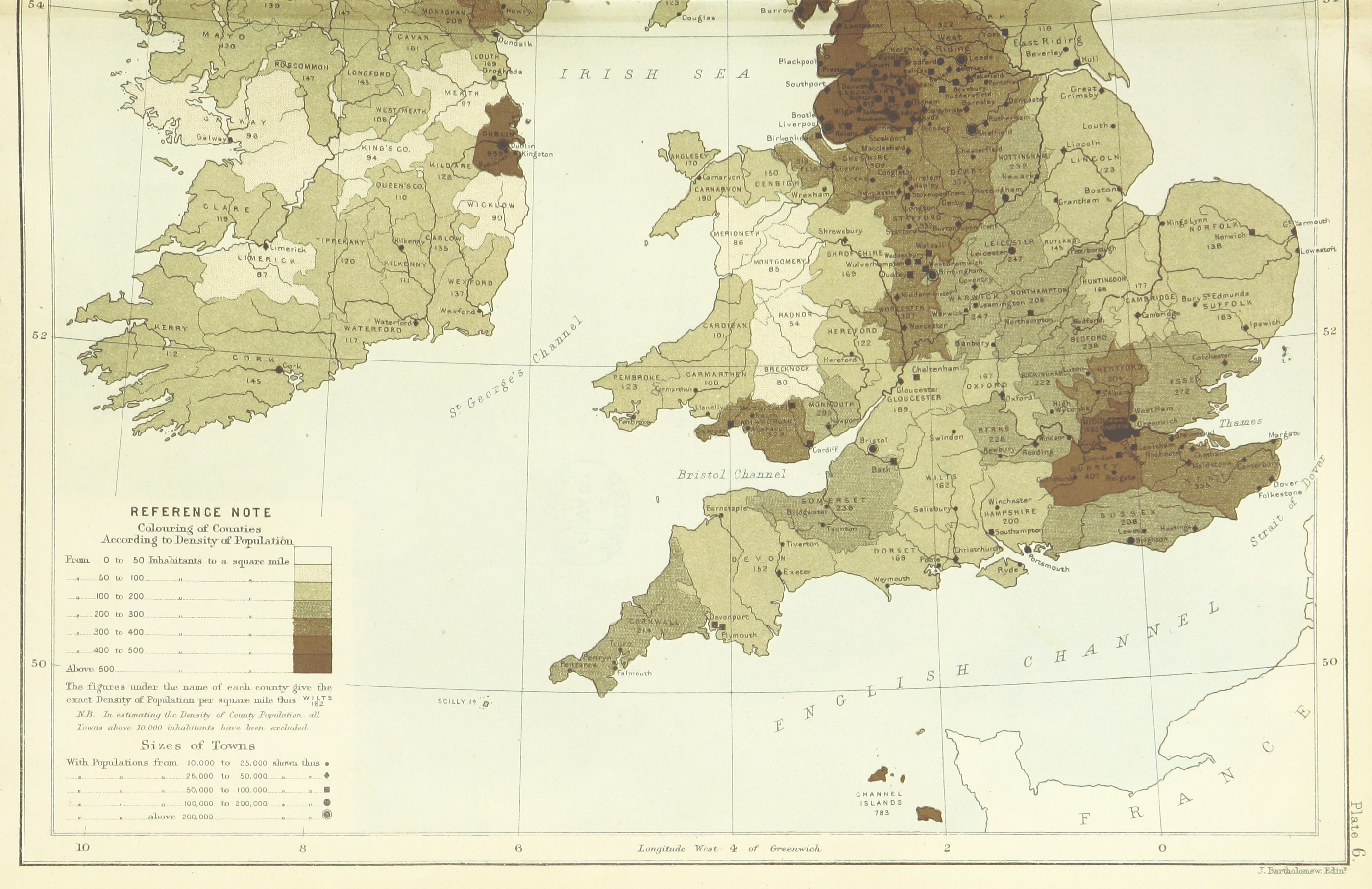
Distribuzione della popolazione nelle isole britanniche (censimento del 1881)

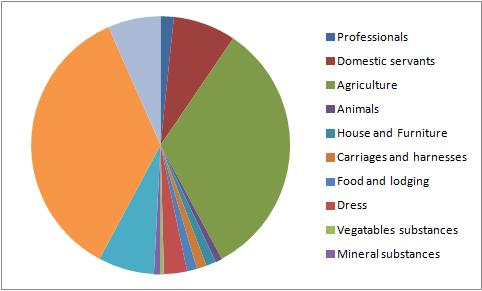
Struttura occupazionale dal censimento del 1881

Il Censimento del Regno Unito del 1881 registrò le persone residenti in ogni famiglia la notte di domenica 3 aprile 1881 e fu il quinto dei Censimenti del Regno Unito ad includere dettagli sui membri della famiglia.

## Dati registrati
I dettagli raccolti comprendono: indirizzo, nome, parentela con il capofamiglia, stato civile, età all'ultimo compleanno, sesso, occupazione e luogo di nascita. Come nei censimenti precedenti, il modulo chiedeva se nella famiglia vivessero "pazzi", "imbecilli" o "idioti", facendo osservare al Cancelliere generale che: "È contro la natura umana aspettarsi che una madre riconosca che il suo bambino sia un idiota, per quanto possa temere che ciò sia vero. Riconoscere il fatto significa abbandonare ogni speranza.
La popolazione totale dell'Inghilterra, Galles e Scozia è stata registrata in 29.707.207 individui.
Tra i personaggi importanti nominati nel censimento figuravano Winston Churchill, Karl Marx e Charles Darwin.

## Indicizzazione
Il censimento del 1881 fu il primo censimento del Regno Unito ad essere indicizzato nella sua interezza. Negli anni '80, in un progetto che è stato contraddistinto come "la più grande raccolta di materiale storico reso disponibile in forma computerizzata” e "il primo grande esercizio di attività partecipativa (crowdsourcing) nel mondo", la Genealogical Society of Utah iniziò a collaborare con la Federation of Family History Societies e la Scottish Association of Family History Societies per produrre un indice del censimento del 1881 per Inghilterra, Galles, Scozia, Isole del Canale e Isola di Man.
Nel 1994 e nel 1995 l'indice risultante fu pubblicato, contea per contea, su microfiche e messo a disposizione delle istituzioni. Nel 1999 l'indice è stato pubblicato su un set di 24 CD-ROM e reso disponibile al grande pubblico.
Nell'agosto 2001 l'indice per la Scozia fu reso disponibile online su Scots Origins, allora il sito ufficiale dei dati del General Register Office for Scotland, ed è ora disponibile sul suo successore ScotlandsPeople. Nel febbraio 2003 il materiale rimanente è stato reso disponibile gratuitamente sul sito FamilySearch. L’accesso gratuito all’indice online è ora disponibile da molti altri siti, sebbene i dati scozzesi rimangano un’esclusiva di ScotlandsPeople.

## Risultati

### Scozia
Il censimento del 1881 in Scozia è stato il primo a contare il numero di persone che parlavano gaelico.
| Contea di registrazione | Popolazione | Numero di persone di lingua Gaelica | % di coloro che parlano gaelico |
| ----------------------- | ----------- | ----------------------------------- | ------------------------------- |
| Lanark                  | 942,193     | 11,500                              | 1.2%                            |
| Edinburgh               | 388,836     | 2,145                               | 0.6%                            |
| Aberdeen                | 269,047     | 604                                 | 0.2%                            |
| Forfar                  | 268,653     | 590                                 | 0.2%                            |
| Renfrew                 | 225,611     | 4,199                               | 1.9%                            |
| Ayr                     | 217,630     | 649                                 | 0.3%                            |
| Fife                    | 172,131     | 126                                 | 0.1%                            |
| Perth                   | 130,282     | 14,537                              | 11.2%                           |
| Stirling                | 106,883     | 441                                 | 0.4%                            |
| Inverness               | 86,389      | 60,447                              | 70.0%                           |
| Argyll                  | 80,761      | 50,113                              | 62.1%                           |
| Ross and Cromarty       | 79,467      | 56,767                              | 71.4%                           |
| Dumbarton               | 78,182      | 1,423                               | 1.8%                            |
| Dumfries                | 76,167      | 17                                  | 0.0%                            |
| Banff                   | 59,783      | 330                                 | 0.6%                            |
| Roxburgh                | 52,592      | 25                                  | 0.0%                            |
| Contea Eylgin (o Moray) | 45,084      | 1,273                               | 2.8%                            |
| Linlithgow              | 44,005      | 47                                  | 0.1%                            |
| Kirkcudbright           | 42,290      | 11                                  | 0.0%                            |
| Caithness               | 39,859      | 4,246                               | 10.7%                           |
| Haddington              | 38,510      | 294                                 | 0.8%                            |
| Wigtown                 | 38,448      | 28                                  | 0.1%                            |
| Kincardine              | 35,465      | 18                                  | 0.1%                            |
| Berwick                 | 35,273      | 43                                  | 0.1%                            |
| Isole Orcadi            | 32,044      | 36                                  | 0.1%                            |
| Shetland                | 29,705      | 12                                  | 0.0%                            |
| Selkirk                 | 26,346      | 8                                   | 0.0%                            |
| Clackmannan             | 24,025      | 86                                  | 0.4%                            |
| Sutherland              | 22,376      | 16,776                              | 75.0%                           |
| Bute                    | 17,634      | 3,725                               | 21.1%                           |
| Peebles                 | 13,688      | 3                                   | 0.0%                            |
| Nairn                   | 8,847       | 1,068                               | 12.1%                           |
| Kinross                 | 7,330       | 15                                  | 0.2%                            |
| Totale                  | 3,735,536   | 231,602                             | 6.2%                            |

La tabella sopra secondo il Risultato dei numeri di persone che parlano la lingua inglese della Scozia, nel censimento del 1881.

## Censimenti
| Precedente | Censimento del Regno Unito | Successivo |
| ---------- | -------------------------- | ---------- |
| 1871       | 1881                       | 1891       |